# Rokocina
Rokocina [rɔkɔˈt͡ɕina] est un village polonais de la gmina d'Iłów dans le powiat de Sochaczew et dans la voïvodie de Mazovie.